# Mulgrave, Nova Scotia
Mulgrave är en ort i Kanada.   Den ligger i provinsen Nova Scotia, i den östra delen av landet, 1 100 km öster om huvudstaden Ottawa. Antalet invånare är 794.
Terrängen runt Mulgrave är huvudsakligen platt, men åt nordväst är den kuperad. Runt Mulgrave är det mycket glesbefolkat, med 2 invånare per kvadratkilometer.. Närmaste större samhälle är Port Hawkesbury, 2,6 km öster om Mulgrave. 
I omgivningarna runt Mulgrave växer i huvudsak blandskog.